# 伊萬尼夫卡 (卡盧什區)
48°52′38″N 24°6′57″E / 48.87722°N 24.11583°E
伊萬尼夫卡（烏克蘭語：Іванівка）是位於烏克蘭西部的村莊，由伊萬諾-弗蘭科夫斯克州卡盧什區的杜巴市鎮負責管轄。該村始建於1986年，面積6.61平方公里，2001年人口627，人口密度每平方公里94.8人。